# Primærrute 12
Primærrute 12 er en hovedvej, der går fra Esbjerg op gennem Vestjylland og Midtjylland til Viborg.
Primærrute 12 går fra Sekundærrute 463 ved Tarp nord for Esbjerg forbi Varde til Ølgod, Sønder Felding, Kibæk, syd og øst om Herning, forbi Sunds og Karup, hvor den slutter ved mødet med Primærrute 13 syd for Viborg.
Rute 12 har en længde på ca. 127 km.